# 謝爾曼鎮區 (阿肯色州約翰遜縣)
謝爾曼鎮區（英語：Sherman Township）是位於美國阿肯色州約翰遜縣的一個行政鎮區。

## 地方資料
謝爾曼鎮區的面積為120.15平方千米，當中陸地面積為120.03平方千米，而水域面積為0.12平方千米。根據2010年美國人口普查的數據，當地共有人口356人，而人口密度為每平方千米2.96人。